# Cantone di Ambazac
Il Cantone di Ambazac è una divisione amministrativa dell'arrondissement di Limoges.
A seguito della riforma approvata con decreto del 20 febbraio 2014, che ha avuto attuazione dopo le elezioni dipartimentali del 2015, è passato da 7 a 16 comuni.

## Composizione
I 7 comuni facenti parte prima della riforma del 2014 erano:
- Ambazac
- Les Billanges
- Bonnac-la-Côte
- Rilhac-Rancon
- Saint-Laurent-les-Églises
- Saint-Priest-Taurion
- Saint-Sylvestre

Dal 2015 i comuni appartenenti al cantone sono i seguenti 16:
- Ambazac
- Bersac-sur-Rivalier
- Bessines-sur-Gartempe
- Les Billanges
- Bonnac-la-Côte
- Folles
- Fromental
- Jabreilles-les-Bordes
- La Jonchère-Saint-Maurice
- Laurière
- Razès
- Saint-Laurent-les-Églises
- Saint-Léger-la-Montagne
- Saint-Pardoux
- Saint-Sulpice-Laurière
- Saint-Sylvestre